# Nieuw Groevenbeek
Nieuw Groevenbeek is een landgoed in de Nederlandse gemeente Ermelo. Het ligt tussen Putten en Ermelo aan de oostzijde van de doorgaande weg tussen de twee dorpen. Het landgoed ligt midden in een gemengd bos en omvat een boerderij, een schaapskooi met rieten kap en zestien gedeeltelijk houten huizen. Sinds eind 2007 is geheel Groevenbeek een beschermd dorpsgezicht. Op en vlak bij het terrein bevinden zich enkele grafheuvels uit de prehistorie.
De naam van het landgoed komt voor het eerst voor in een akte uit 1556 (als "Grobbenbeeck"), waarin de toenmalige koning de kelnarij van Putten toestemming gaf om de bestaande watermolen te vervangen door een nieuwe.